# Riva di Solto
Riva di Solto [ˈriːva diˈsolto] (Rìa de Sólt [ˈɾia dɛˈsolt] in dialetto bergamasco) è un comune italiano di 853 abitanti della provincia di Bergamo in Lombardia.
Situato sulla sponda occidentale del Lago d'Iseo, dista circa 40 chilometri a est dal capoluogo orobico.

## Geografia fisica

### Territorio

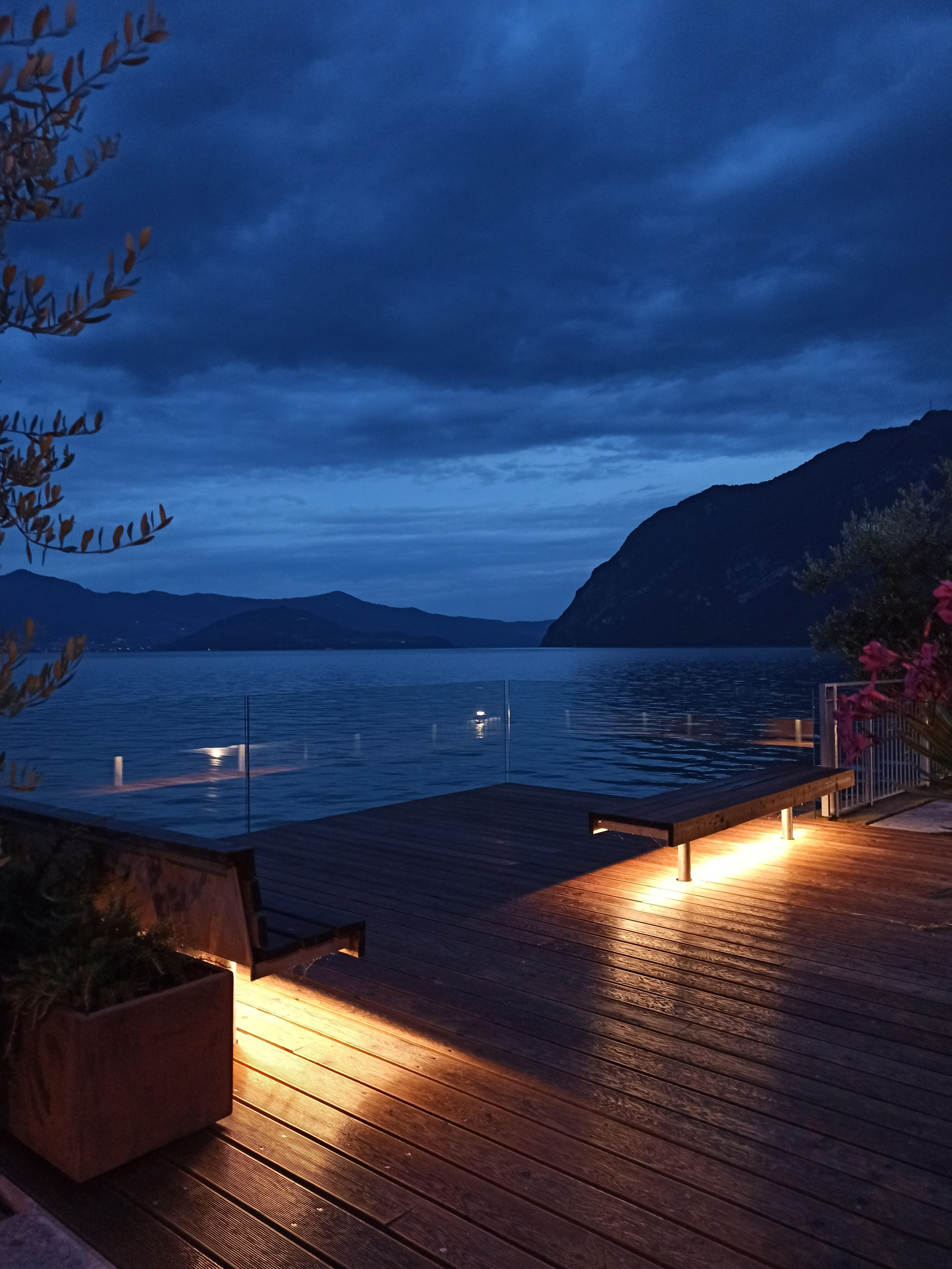
Lungolago di Riva di Solto di sera

Il comune di Riva di Solto si affaccia su un tratto della sponda occidentale del lago d'Iseo da cui si gode una vista a 180° del Sebino, di Monte Isola e della Corna Trentapassi. A poche centinaia di metri dall'abitato si trova l'anfiteatro naturale del Bogn, una magnifica conformazione di faraglioni a strapiombo sul lago che celano piccole baie e spiagge di ghiaia.

### Clima
Riva di Solto gode di un clima mite con caratteristiche tipiche di quello mediterraneo. Grazie all'esposizione a sud e alla presenza del lago gli inverni si presentano meno rigidi rispetto alla media lombarda, con temperature che di rado toccano valori inferiori allo zero. Le estati sono invece calde, ma ventilate. Queste condizioni climatiche hanno permesso lo sviluppo di attività come l'olivocultura e la diffusione di specie esotiche come palme e bouganville.

## Storia
Recenti studi hanno permesso di stabilire una presenza di piccoli insediamenti sul territorio già dall'epoca preistorica.
Tuttavia le prime documentazioni scritte che attestano l'esistenza del borgo risalgono all'epoca medievale, e precisamente al 1055.
Questi documenti attestano l'esistenza di un edificio di culto, tuttora esistente ed adibito a chiesa parrocchiale.
In quel periodo di forte instabilità politica la famiglia Oldrati, decise di trasferirsi in questa zona e di costruirvi un sistema fortificato.
Questi gestirono le sorti del paese fino al 1222 quando lo concessero alla giurisdizione di Bergamo.
In seguito, nel corso del XIV secolo, la famiglia Foresti, molto potente in tutta la zona, acquisì i territori del borgo.
Questi legarono indissolubilmente il proprio nome a quello della contrada, tanto che tuttora fanno bella mostra su alcuni edifici gli stemmi del casato, recanti un'aquila con una corona.
Al riguardo le cronache riferiscono che, nel 1330, l'imperatore Ludovico il Bavaro istituì la contea di Solto, che raggruppava anche il territorio dell'attuale comune di Solto Collina, insignendo il titolo di "Conte palatino" ad un membro della famiglia Foresti, tale Matteo, garantendo anche una serie di indennità ed esenzioni anche a tutti i suoi discendenti.
Con il termine del periodo feudale e l'avvento della Repubblica di Venezia, la famiglia Foresti si trovò di fatto esautorata, facendo iniziare un nuovo periodo nella storia della contrada di Solto.
Il territorio rimase legato a quel periodo, tanto che ancor oggi vi si può ammirare un castello, numerose torri, nonché un borgo di stampo medievale, con piccole vie molto caratteristiche.
I secoli seguenti videro il paese acquisire importanza grazie all'estrazione, in località Zu, del caratteristico marmo di colore nero. Con questo materiale vennero costruiti edifici importanti, tra cui la Basilica di San Marco a Venezia. Più tardi a questo tipo di estrazione venne affiancata quella del cemento, con conseguenti influssi positivi sull'economia.
A partire dal XX secolo, il paese ha visto un continuo fiorire di attività volte alla ricezione della domanda turistica, tra cui campeggi, bar e ristoranti, al fine di valorizzare la riviera lacustre su cui esso si affaccia.

### Simboli
Lo stemma e il gonfalone sono stati concessi con decreto del presidente della Repubblica dell'11 gennaio 1980.
Il gonfalone è un drappo  partito di bianco e di azzurro.

## Monumenti e luoghi d'interesse

### Architetture religiose
Interessanti sono alcuni edifici religiosi, tra cui spicca la parrocchiale, dedicata a San Nicola Vescovo. Le prime tracce di questa chiesa risalgono addirittura all'XI secolo, anche se la costruzione venne edificata nel corso del XVIII secolo su progetto di Bernardo Fedrighini da Predore. Ampliata successivamente, custodisce, nella sua struttura a tre navate, statue, dipinti e affreschi di Pilati, di Antonio Cifrondi e di Enea Salmeggia. Notevole è l'organo, opera di Adeodato Bossi.
Merita menzione anche la chiesetta di San Rocco, edificata nel 1530 per un voto della popolazione durante un'epidemia di peste, e conserva la tela di Enea Salmeggia, la prima realizzata dall'artista nembrese intitolata Pietà con santi Rocco e Sebastiano. Posta a sud dell'abitato, è dotata di un portale in pietra di Sarnico e di preziosi dipinti. Vi si effettuano pellegrinaggi ogni 16 agosto, in occasione della festività del santo.

### Architetture civili

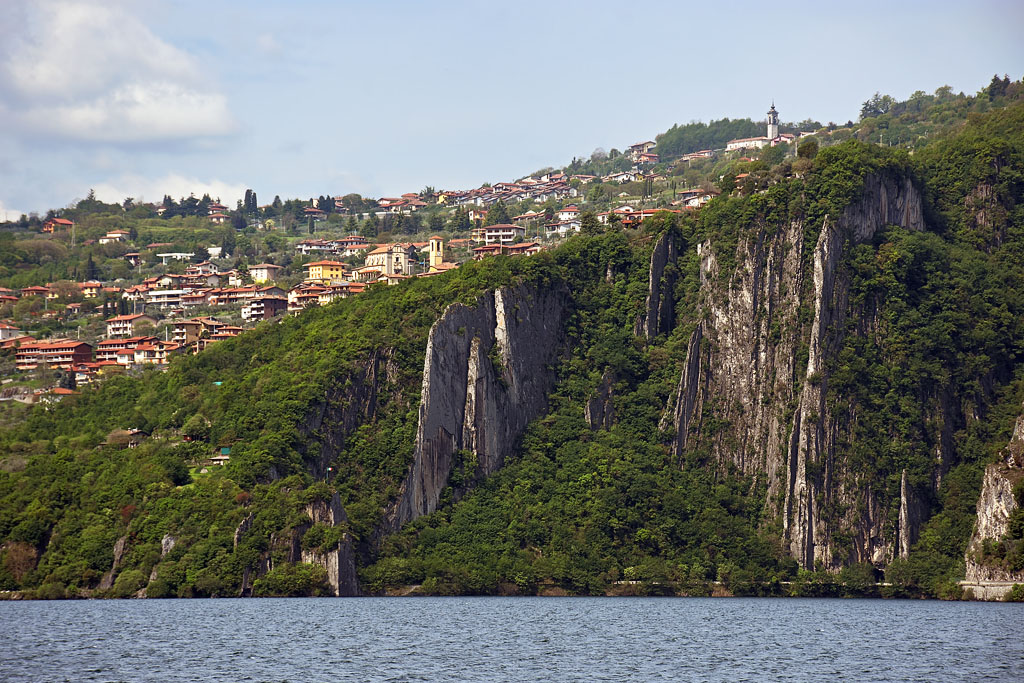
Zorzino, Bogn

La memoria del periodo medievale si conserva nel paese grazie alla presenza di numerosi edifici risalenti a quel periodo: in località Zorzino, posto su un'altura, si può trovare un castello e, dislocate sul territorio, anche cinque torri, di cui una accanto alla parrocchiale ed altre tre nel centro storico, nonché alcuni resti di una fortificazione che cingeva il paese.
Degni di nota sono anche Palazzo Martinoni e Palazzo Polini. Il primo, situato all'inizio dell'abitato, possiede un cortile con un porticato dotato di affreschi. Un tempo possedeva anche un ricco giardino, staccato poi dal resto del complesso dopo la costruzione della strada che costeggia la riva del lago. Il secondo, caratterizzato da un portico con affreschi, risale al XVI secolo, ed originariamente era utilizzato come monastero. La struttura primitiva su cui venne costruito il palazzo faceva parte dell'antica fortificazione del paese, ed era dotata di un grande giardino con attracco diretto dal lago.
Sempre in località Zorzino, ma questa volta sulla riva del lago, una tappa d'obbligo merita l'orrido del Bogn. Vi si giunge a piedi, partendo da Riva di Solto e procedendo lungo la strada rivierasca in direzione di Lovere (circa 10 minuti a piedi). Il Bogn costituisce una delle sorprese naturalistiche di maggiore valore del Sebino. Proseguendo dal Bogn in auto verso il paese di Castro e la cittadina di Lovere, il percorso interamente scavato nella roccia e a picco sulle acque offre scorci e paesaggi di particolare emozione.

## Società

### Evoluzione demografica
Abitanti censiti

## Amministrazione
| Periodo        | Periodo        | Primo cittadino     | Partito                        | Carica  | Note   |
| -------------- | -------------- | ------------------- | ------------------------------ | ------- | ------ |
| 25 giugno 1985 | 25 giugno 1990 | Giovanni Vabanesi   | Democrazia Cristiana           | Sindaco | [ 10 ] |
| 25 giugno 1990 | 24 aprile 1995 | Nicola Minelli      | Democrazia Cristiana           | Sindaco | [ 10 ] |
| 24 aprile 1995 | 14 giugno 1999 | Virgilio Negrinotti | Lista civica                   | Sindaco | [ 10 ] |
| 14 giugno 1999 | 14 giugno 2004 | Virgilio Negrinotti | Lista civica                   | Sindaco | [ 10 ] |
| 14 giugno 2004 | 8 giugno 2009  | Norma Polini        | Lista civica Onda nuova        | Sindaco | [ 10 ] |
| 8 giugno 2009  | 26 maggio 2014 | Norma Polini        | Lista civica Onda nuova        | Sindaco | [ 10 ] |
| 26 maggio 2014 | 27 maggio 2019 | Nadia Carrara       | Lista civica Oltre... il paese | Sindaco | [ 10 ] |
| 27 maggio 2019 | in carica      | Nadia Carrara       | Lista civica Oltre... il paese | Sindaco | [ 10 ] |